# جوفان بادر
جوفان بادر (بالإنجليزية: Jovan Beader) (مواليد 12 يونيو 1970) هو مدرب كرة سلة صربي محترف يعمل كمدرب مساعد في لوكوموتيف كوبان ضمن الدوري المتحد لكرة السلة.

## المسيرة التدريبية
عمل بادر مساعدًا لمدرب بي سي نيجني نوفغورود (روسيا) وبانفيت بي كيه (دوري كرة السلة التركي الممتاز) عندما كان المدرب الرئيسي زوران لوكيتش (كرة سلة).
في 8 مايو 2017، تم تعيين بادر كمدرب رئيسي لفريق هيليوس صنز السلوفيني. وفي 12 نوفمبر 2018، أُقيل من منصبه بسبب النتائج السيئة.
في فبراير 2021، أصبح مدربًا مساعدًا في لوكوموتيف كوبان تحت قيادة يفجيني باشوتين.

## وصلات خارجية
- الملف الشخصي في eurobasket.com